# Miodrag Bulatović
Miodrag Bulatović (grafia cirillica: Миодраг Булатовић; Bijelo Polje, 6 luglio 1930 – Igalo, 15 marzo 1991) è stato un romanziere e drammaturgo serbo.

## Biografia
Nel 1956 scrisse una raccolta di racconti, Đavoli dolaze (Arrivano i diavoli), che fu un successo e gli valse il riconoscimento dell'Unione degli scrittori serbi.
Una delle opere più apprezzate fu Il gallo rosso vola verso il cielo, ambientato nei luoghi dell'infanzia dell'autore, nel nord-est del Montenegro. Il romanzo fu tradotto in più di 20 lingue, anche se per un certo tempo Bulatović non avrebbe più scritto in segno di rifiuto verso varie forme di intrusione nelle sue opere.
Il romanzo seguente, Un eroe sul somaro, fu inizialmente pubblicato all'estero e solo quattro anni dopo (1967) trovò la sua pubblicazione in Jugoslavia.
Nel 1975 vinse il prestigioso premio NIN per Gli uomini dalle quattro dita, riflessione e viaggio nella vita dell'emigrante. Due anni dopo ne pubblicò la continuazione, Il quinto dito.
L'ultimo romanzo, Gullo Gullo, riprende vari temi già affrontati nella sua produzione precedente.
Morì a Igalo presso le Bocche di Cattaro nel 1991.

### Romanzi
- Arrivano i diavoli (Đavoli dolaze, 1956)
- Il lupo e la campana (Vuk i zvono, 1958)
- Il gallo rosso vola verso il cielo (Crveni petao leti prema nebu, 1959)
- Amore (Ljubav, 1960)
- Un eroe sul somaro (Heroj na magarcu, 1967)
- Era meglio la guerra (Rat je bio bolji, 1968)
- Gli uomini con quattro dita (Ljudi sa četiri prsta, 1975)
- Il quinto dito (Peti prst, 1977)
- Gullo gullo (1981)
- L'amante della morte (Ljubavnik smrti, 1990, raccolta di articoli dal quotidiano Politika)

### Drammi
- Godot è arrivato (Godo je došao, 1966)